# هارولد إي. شير
هارولد إي. شير (بالإنجليزية: Harold E. Shear)‏ هو ضابط أمريكي، ولد في 6 ديسمبر 1918 في نيويورك في الولايات المتحدة، وتوفي في 1 فبراير 1999 في غروتون لونغ بوينت في الولايات المتحدة.